# Triumph Films
 (juin 2024).
Triumph Films (également connu sous le nom de Triumph Releasing Corporation) était une division américaine de studio de cinéma indépendant de Sony Pictures Entertainment axée sur la production et la distribution de films en salle et directement en vidéo.

## Cinéma

### Années 1980
- Le Bateau (Das Boot, 1982)
- La vie continue (1982)
- Bob le flambeur (1982)
- Josepha (1982)
- Yol, la permission (Yol, 1982)
- Parsifal (1983)
- We of the Never Never (1983)
- La Nuit de Varennes (That Night in Varennes, 1983)
- Invitation au voyage (1983)
- Querelle (1983)
- La Boum (1983)
- La Truite (The Trout, 1983)
- La Lune dans le caniveau (Moon in the Gutter, 1983)
- Danton (1983)
- Purple Haze (1983)
- Les Yeux, la Bouche (The Eyes, the Mouth, 1983)
- Et vogue le navire… (And the Ship Sails On, 1984)
- Angel (1984)
- Plein sud (Heat of Desire, 1984)
- Le Dernier Combat (The Last Battle, 1984)
- Après la répétition (After the Rehearsal, 1984)
- Carmen (1984)
- À nos amours (1984)
- La Petite Bande (The Little Bunch, 1984)
- Un amour en Allemagne (A Love in Germany, 1984)
- Péril en la demeure (Death in a French Garden, 1985)
- Attention, une femme peut en cacher une autre ! (My Other Husband, 1985)
- Acqua e sapone (1985)
- Sotto.. sotto.. strapazzato da anomala passione (Softly, Softly, 1985)
- Triumph of the Spirit (1989)

### Années 1990
- Ski Patrol (1990)
- Les chemins du courage (Courage Mountain, 1990)
- Bad Influence (1990)
- L'Ambulance (The Ambulance, 1990)
- Modern Love (1990)
- Why Me? Un plan d'enfer (Why Me?, 1990)
- L'Orchidée sauvage (Wild Orchid, 1990)
- Amour fantôme (Ghosts Can't Do It, 1990)
- Clownhouse (1990)
- Men at Work (1990)
- Dark Angel (1990)
- Sonny Boy (1990)
- Waiting for the Light (1990)
- Mister Frost (1990)
- Les Gladiateurs de l'Apocalypse (Robot Jox, 1990)
- La Guerre des nerfs (Eminent Domain, 1991)
- Homicide (1991)
- Year of the Gun, l'année de plomb (Year of the Gun, 1991)
- Gate II (Gate 2: The Trespassers, 1992)
- Ruby (1992)
- Brenda Starr (1992)
- Blue: L'orchidée sauvage II (Wild Orchid II: Two Shades of Blue, 1992)
- Jersey Girl (1992)
- The Color of Love (Zebrahead, 1992)
- Agaguk (Shadow of the Wolf, 1993)
- Sidekicks (1993)
- Brainscan (1994)
- A Touch of Love (Nina Takes a Lover, 1995)
- Jury Duty (1995)
- Orky (Magic in the Water, 1995)
- Planète hurlante (Screamers, 1996)
- Le Guerrier d'acier (Solo, 1996)
- Par amour pour Gillian (To Gillian on Her 37th Birthday, 1996)
- Bliss (1997)
- La Dernière Cavale (Truth or Consequences, N.M., 1997)
- Masterminds (1997)
- The Disappearance of Garcia Lorca (1997)
- Contrat sur un terroriste (The Assignment, 1997)

### Années 2000
- The Golden Laws (2003)
- P'tits Génies 2 (Superbabies: Baby Geniuses 2, 2004)
- Steamboy (2005)
- The Second Chance (2006)
- Shottas (2007)
- Zombie Strippers (2008)

### Années 2010
- The Remaining (2014)